# Indigofera grisophylla
Indigofera grisophylla là một loài thực vật có hoa trong họ Đậu. Loài này được Fourc. miêu tả khoa học đầu tiên.